# Zisterzienserinnenabtei Molaise
Die Zisterzienserinnenabtei Molaise war von 1142 bis 1790 ein französisches Kloster der Zisterzienserinnen in Écuelles, Kanton Verdun-sur-le-Doubs, Département Saône-et-Loire, Bistum Chalon. 

## Geschichte
Herzog Odo II. (Burgund) stiftete 1142 zusammen mit seiner Gemahlin südöstlich Beaune an der Saône das  Zisterzienserinnenkloster Molaise, das der Abtei Tart unterstellt und 1170 selbst zur Abtei erhoben wurde. Die erste Äbtissin, Schwester der Äbtissin von Tart, entstammte dem Adelshaus Vergy. Die 1790 durch die Französische Revolution geschlossene Abtei wurde gänzlich abgebaut. Heute erinnert nur noch ein winziges Kapellchen (und der Ludwigsbrunnen) an den Ort, der früher am 25. August Ziel einer Prozession war, in der die dem Kloster gehörenden (und heute in der Pfarrkirche aufbewahrten) Reliquien Ludwigs des Heiligen jährlich  verehrt wurden. Der Weiler Molaise (auch: Molaize) gehört heute zum Dorf Écuelles, das seinen Namen aus der Krankheit (les écrouelles = Skrofeln) bezieht, welche nach traditioneller Vorstellung durch die Reliquien geheilt werden konnte.